# Alfenus
Alfenus (Simon, 1902) è un genere di ragni appartenente alla famiglia Salticidae.

## Caratteristiche
La grandezza di questi esemplari maschili (femmine non ne sono ancora state rinvenute), varia da 7 a 9 millimetri; hanno un'opistosoma di colore marrone scuro. I peli di A. calamistratus sono folti e di colore bianco o marrone-arancio.

## Distribuzione
Le due specie oggi note di questo genere sono state rinvenute in Africa centrale.

## Tassonomia
Le due specie sono state descritte poco più di un secolo fa da Simon sulla base di un solo esemplare maschile ciascuna. I due esemplari hanno peculiarità così diverse fra loro che probabilmente non sono imputabili allo stesso genere.
A dicembre 2010, si compone di due specie:
- Alfenus calamistratus Simon, 1902[3] — Congo
- Alfenus chrysophaeus Simon, 1903 — Guinea Equatoriale o Camerun

### Specie trasferite
- Alfenus aurantius Mello-Leitão, 1945; trasferita al genere Chira con la denominazione provvisoria di Chira aurantia (Mello-Leitão, 1945); a seguito di un lavoro dell'aracnologa Galiano del 1961, questi esemplari sono stati riconosciuti in sinonimia con Chira spinosa (Mello-Leitão, 1939)[2].